# 蕰藻浜
蕰藻浜，又名蕰藻河。位于上海市嘉定、宝山两区中部偏南，是上海市市级干河。西起嘉定区安亭镇黄渡横河村，与吴淞江相通，向东经宝山区，至吴淞入黄浦江，全长34.64公里。1949年前，与黄浦江、吴淞江并列为上海市三大干河。

## 沿岸
2021年6月25日，东起共和新路上海南北高架路、西至康宁路桥，约1.4公里的蕰藻浜庙行鎮区段滨水步道贯通。

## 战役
- 蕰藻浜戰鬥
- 淞滬會戰